# 卡斯奧·拉莫斯
卡斯奧·羅拔圖·拉莫斯（葡萄牙語：Cássio Roberto Ramos；1987年6月6日—）生于韋拉諾波利斯，巴西职业足球运动员，现效力于巴西足球甲级联赛球会哥林多人。
2006年10月26日，他在作客對佛朗明哥第一次代表格雷米奧頂級隊上陣，以2:1勝出。
他曾代表巴西U20出席在加拿大舉行的2007年世界青年足球錦標賽。當年夏天他轉投PSV恩荷芬，可是4季半卻僅上陣3次。
這迫使他於2012年1月提早解約，自由身轉投哥連泰斯。同年12月中旬，他於世界冠軍球會盃決賽屢次封殺車路士鋒將的射門，成為球隊奪得世冠盃功臣，他亦獲得代表賽事最佳球員榮譽的金球獎。

## 荣誉
哥連泰斯
- 南美自由盃 冠軍：2012年
- 世界冠軍球會盃 冠軍：2012年

個人
- 世界冠軍球會盃 金球獎：2012年

## 外部連結
- sambafoot
- zerozero.pt[永久]
- psv.nl
- globoesporte （页面存档备份，存于）
- soccer365[永久]
- teamtalk
- skysports[永久]
- ESPN